# James Lipton
James Lipton (Detroit, 19 settembre 1926 – New York, 2 marzo 2020) è stato un attore, produttore televisivo e autore televisivo statunitense.
Preside Emerito dell'Actors Studio Drama School, un programma triennale che si svolge presso la Pace University di New York e che prevede al termine dei percorsi di studio l'assegnazione di lauree in Recitazione, Regia e Sceneggiatura, Lipton è principalmente noto al grande pubblico per essere stato autore, produttore esecutivo e conduttore del noto show televisivo Inside the Actors Studio, trasmesso negli Stati Uniti dal canale via cavo Bravo TV Channel a partire dal 1994.
In ogni puntata del programma, Lipton ospitava uno fra i maggiori volti del cinema internazionale e lo intervista di fronte ad un pubblico composto da studenti dell'Actors Studio Drama School, che hanno in tal modo la possibilità di assistere a lezioni in materia cinematografica tenute direttamente da grandi attori, registi e sceneggiatori.

## Biografia
Lipton nasce a Detroit (Michigan) nel 1926, figlio unico di Lawrence Lipton, allora famoso scrittore beatnik, graphic designer e giornalista, e di Betty, insegnante e bibliotecaria; i suoi genitori divorziarono quando James aveva 6 anni.

### Carriera
Durante la gioventù, Lipton tentò di discostarsi dallo stile di vita anarchico e caotico che suo padre Lawrence aveva adottato in seguito alla sua adesione al movimento della Beat Generation, e in un primo momento scelse di perseguire una solida e stabile carriera di avvocato, frequentando la Wayne State University nella sua città natale, Detroit. Dapprima iniziò a dedicarsi alla recitazione come ad un secondo lavoro che gli avrebbe permesso di pagare gli studi giuridici; ben presto però concentrò la sua attenzione sulla sua carriera di attore.
Lipton si trasferì a New York, dove si dedicò per dodici anni allo studio delle arti sceniche. Sua insegnante fu Stella Adler, comunemente considerata la maggiore insegnante di recitazione nell'intera storia dell'arte drammatica americana (fra i suoi studenti si contano Marlon Brando, Robert De Niro, Harvey Keitel). Lipton studiò inoltre al fianco di Harold Clurman e Robert Lewis. In questi anni della sua vita si interessò alla produzione e alla regia televisive, al doppiaggio, alla danza moderna, al balletto classico e al jazz.
Nel 1951 si esibì a Broadway nell'opera teatrale The Autumn Garden. Iniziò a lavorare per numerose soap opera; entrò nel cast di Sentieri lavorando come attore, sceneggiatore e showrunner. Fu sceneggiatore della soap Ai confini della notte e showrunner di Destini, The best of everything, Return to Peyton Place e Capitol.
In seguito curò la coreografia di Charlot e la realizzazione dell'opera di Molière Il medico per forza; di quest'ultima opera tradusse il testo originale dal francese, curò l'adattamento musicale e scrisse il copione per occuparsi infine della regia e della coreografia.
Lipton, grande amante delle parole, condusse anche uno studio linguistico sui cosiddetti terms of venery, espressione con cui nella lingua inglese ci si riferisce ai nomi collettivi; il suo studio al riguardo venne pubblicato nel 1968 nel best seller An Exaltation of Larks, che dalla sua prima edizione è in continua ristampa. Altri suoi scritti apparvero sulle riviste Newsweek, The New York Times Magazine e The Paris Review.
Nel 1983 pubblicò il romanzo Mirrors, in cui viene svolta una riflessione sui vari aspetti della vita dei ballerini; in seguito, curò l'adattamento televisivo del libro.
Negli anni novanta Lipton iniziò a concepire l'idea di un programma didattico triennale che offrisse agli studenti di recitazione un concentrato di quanto egli stesso aveva appreso nel 12 anni dei suoi intensi studi: nacque così l'Actors Studio Drama School.
Nello stesso tempo, come sottoprogetto della Drama School, vide la luce Inside the Actors Studio; l'idea fu quella di una serie di incontri con attori, registi e sceneggiatori di successo che sarebbero stati intervistati da Lipton e avrebbero risposto alle domande poste loro dagli studenti della scuola. Le lezioni sarebbero state filmate e trasmesse in televisione, in modo tale da renderne partecipe anche un vasto pubblico di telespettatori.
Inside the Actors Studio ottenne un considerevole successo. Dal 1994 sono state trasmesse 12 serie del programma e gli artisti intervistati da Lipton sono stati più di 200. Lo show è seguito da 80 milioni di famiglie americane ed è trasmesso in 125 Paesi. Ha ricevuto nomination per 12 Emmy Awards.
Anche l'Actors Studio Drama School ha conseguito enorme successo, fino a diventare una fra le più importanti scuole di arte drammatica degli Stati Uniti.
Nel 2007 è stato pubblicato il libro Inside "Inside", in cui Lipton racconta della propria carriera e della propria vita e rivela alcuni retroscena del suo show.

### Vita privata
Nel 1954 sposò l'attrice Nina Foch, dalla quale divorziò nel 1959. Dal 1970 al 2020 è stato sposato con Kedaki Turner, modella e agente immobiliare.
Affetto da un cancro alla vescica, Lipton è morto nella sua casa a Manhattan il 2 marzo 2020, all'età di 93 anni.

## Filmografia

### Cinema
- The Big Break, regia di Joseph Strick (1953)
- Vita da strega, regia di Nora Ephron (2005)
- Bolt - Un eroe a quattro zampe, solo voce, regia di Byron Howard e Chris Williams (2008)

### Televisione
- Pulitzer Prize Playhouse - serie TV, 1 episodio (1951)
- Armstrong Circle Theatre - serie TV, 1 episodio (1951)
- CBS Television Workshop - serie TV, 1 episodio (1952)
- Sentieri - serie TV, 3 episodi (1953)
- You Are There - serie TV, 1 episodio (1953)
- Inner Sanctum - serie TV, 1 episodio (1954)
- The Goldbergs - serie TV, 1 episodio (1954)
- Kraft Television Theatre - serie TV, 1 episodio (1958)
- Cold Squad - serie TV, 1 episodio (2005)
- La vita secondo Jim - serie TV, 1 episodio (2008)
- Suburgatory - serie TV, 1 episodio (2012)
- Ciak, si canta - film TV, solo voce (2015)
- Arrested Development - Ti presento i miei - serie TV, 6 episodi (2004-2019)